# Ulisses Mateus Silva Costa
Ulisses Mateus Silva Costa (né le 11 février 1996) est un athlète brésilien, spécialiste du triple saut.
Son record est de 16,30 m, meilleure marque mondiale junior, réalisée en 2015 à São Bernardo do Campo.